# Освобождение Тихвина (стела)
Памятная стела «Освобождение Тихвина» была установлена в память об освобождении города Тихвина от немецкой оккупации во время Великой Отечественной войны.
За стойкость жителей и обеспечение возможности поставок продуктов и боеприпасов в Ленинград город Тихвин получил статус Города воинской славы.
Освобождение Тихвина сыграло большую роль в прорыве блокады Ленинграда и начале наступательных операций на Ленинградском фронте.
Тихвин был захвачен 8 ноября 1941 года, и это наступление немцев было большой угрозой для окружённого Ленинграда. Захват Тихвина ставил под угрозу возможность хотя бы какой-то организации снабжения блокадного города.
Ценой больших усилий и жертв Тихвин был освобождён спустя месяц, 9 декабря того же года, и трасса, обеспечивавшая снабжение Ленинграда продуктами и боеприпасами, была восстановлена.
Памятная стела, посвящённая освобождению Тихвина, была установлена в 1967 году.
Памятник находится в центре города, на площади Свободы, рядом со Спасо-Преображенским собором. Место было выбрано не случайно — здесь в период, когда город был захвачен немцами, были повешены партизаны и помогавшая им жительница Тихвина.
Над памятником работали архитектор В. В. Хазанов и скульптор Н. С. Болотский.
Памятная стела была внесена в единую Книгу Памяти в феврале 2012 года под номером 16027.
В памятные и траурные даты у памятной стелы проводятся торжественные церемонии, к памятнику возлагаются цветы.

## Описание памятника
Стела из серого гранита размещена на небольшом ступенчатом возвышении, выложенном уличной плиткой.
На стеле выбита надпись:
«В память освобождения города Тихвина от немецко-фашистских захватчиков в декабре 1941 года»
С оборотной стороны стелы нанесена ещё одна надпись:
«Победоносное наступление Красной Армии под Тихвином не позволило врагу задушить осажденный Ленинград в кольце блокады»